# High Etherley
High Etherley – wieś w Anglii, w hrabstwie Durham. Leży 19 km na południowy zachód od miasta Durham i 366 km na północ od Londynu. W 2001 miejscowość liczyła 2073 mieszkańców.